# Eciton
Eciton is een geslacht van trekmieren uit de onderfamilie Dorylinae.
Alle Ecitoninae hebben een trekmier-levenswijze. De meest indrukwekkende maar ook meest atypische vertegenwoordigers van dit geslacht zijn de soorten Eciton hamatum en Eciton burchelli. Eciton burchelli-kolonies kunnen tussen de 500.000 en 2.000.000 individuen bevatten. Het zijn generalistische predatoren, die in grote groepen foerageren en elke prooi die zich niet snel genoeg uit de voeten kan maken aanvallen. In de kolonie wisselen nomadische fases zich af met sedentaire fases. Deze afwisseling tussen sedentaire en nomadische fases verloopt volgens de ontwikkeling van de larven van de kolonie.

## Soorten
- Eciton burchellii (Westwood, 1842)
- Eciton drepanophorum Smith, 1858
- Eciton dulcium Forel, 1912
- Eciton hamatum (Fabricius, 1782)
- Eciton jansoni Forel, 1912
- Eciton lucanoides Emery, 1894
- Eciton mexicanum Roger, 1863
- Eciton quadriglume (Haliday, 1836)
- Eciton rapax Smith, 1855
- Eciton setigaster Borgmeier, 1953
- Eciton uncinatum Borgmeier, 1953
- Eciton vagans (Olivier, 1792)